# Tourriers

Tourriers este o comună în departamentul Charente, Franța. În 1 ianuarie 2022 avea o populație de 787 de locuitori.